# Dvorec Rožnek
Dvorec Rožnek  (nemško Schloss Rosenegg) se nahaja v istoimenskem naselju v današnji občini Žrelec na geografskem področju Celovškega polja na  avstrijskem južnem Koroškem v ulici Friedrich-Gagern-Straße 1.

## Zgodovina
Posestvo ob reki Glini je iz 16. stoletja. Leta 1592 so ga pod vodstvom Johanna Franza von Greissenegga razširili v dvonadstropni dvorec z mogočno dvokapno streho. Dvorec je do leta 1786 pod fevdalno gospostvo opatije Vetrinj.

## Arhitektura
Zahodno stran gradu krasi renesančni portal z družinskim grbom. Nad njim je v kamen vklesana letnica 1592. V nadstropju se nahaja dvojno okno. V notranjosti najdemo arhitekturne elemente kot oblike sob in oboke ter leseni kasetirani strop iz 16. stoletja.